# Wasa Yachts
Wasa Yachts AB är en tidigare svensk båtbyggare och numera ett båtserviceföretag för fritidsbåtar. Det byggde segelbåtar från slutet av 1970-talet till 2008, då tillverkningsrättingheterna såldes till Kina.
Wasa Yachts varv ligger i Södertälje.

## Segelbåtstyper

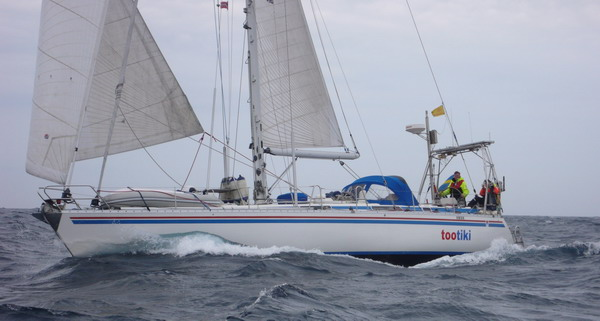
En Wasa 530

- Wasa 38
- Wasa 41
- Wasa 370
- Wasa 420
- Wasa 530
- Wasa Atlantic
- Wasa 270
- Wasa 30
- Wasa 34
- Wasa 40
- Wasa 55
- Wasa 55 - SWE 57
- Wasa 360
- Wasa 410